# Adhèrbal (Primera Guerra Púnica)
Adhèrbal va ser un comandant cartaginès de la Primera Guerra Púnica que va derrotar el cònsol Publi Claudi Pulcre quan aquest anava a assetjar Lilibèon, en una batalla naval que va transcórrer davant de la costa enfront de Drèpana l'any 249 aC Va destruir la flota romana.